# Arteria splenica
L'arteria splenica o lienale è un'arteria impari che ha origine dal tronco celiaco, insieme all'arteria epatica e all'arteria gastrica sinistra.

## Decorso
Caratterizzata da un decorso estremamente tortuoso, che condivide con la vena splenica e le fibre del plesso lienale, l'arteria splenica percorre retroperitonealmente, posteriormente alla retrocavità degli epiploon e allo stomaco, il margine superiore del pancreas.
Dopo aver incrociato la ghiandola surrenale e il rene di sinistra, penetra nel legamento lienorenale e raggiunge l'ilo della milza, sfioccando nei rami terminali omonimi che penetrano tramite trabecole connettivali entro il parenchima dell'organo per terminare, nella polpa rossa, con le arterie penicillari.

## Collaterali e territorio irrorato
Lungo il suo percorso sopra il pancreas, l'arteria splenica dà origine a molti rami pancreatici, tra cui le arterie pancreatica dorsale e pancreatica magna, che decorre poi verso destra lungo il dotto pancreatico.
Vascolarizza anche il corpo e il fondo dello stomaco tramite le sottili arterie gastriche brevi, da quattro a sette, che decorrono nel legamento gastro-lienale.
Nella sua porzione terminale, prima di giungere alla milza, dà origine all'arteria per la coda del pancreas e all'arteria gastroepiploica sinistra, che corre lungo la grande curva gastrica anastomizzandosi con l'arteria gastroepiploica destra, ramo dell'arteria gastroduodenale.